# Los Fabelman
Los Fabelman (título original en inglésː The Fabelmans) es una película de drama y crecimiento estadounidense de 2022 dirigida y coproducida por Steven Spielberg a partir de un guion que escribió junto con Tony Kushner (quien también produjo la película). Es una semi-autobiografía vagamente basada en los primeros años de vida de Spielberg, contada a través de una historia original del ficticio Sammy Fabelman, un joven aspirante a cineasta. La película está protagonizada por Gabriel LaBelle como Sammy, con Michelle Williams, Paul Dano, Seth Rogen y Judd Hirsch en papeles secundarios. La película está dedicada a los recuerdos de los padres de la vida real de Spielberg, Arnold Spielberg y Leah Adler.
The Fabelmans tuvo su estreno mundial en el Festival Internacional de Cine de Toronto el 10 de septiembre de 2022, donde ganó el premio People's Choice Award. Comenzó con un estreno limitado en los Estados Unidos el 11 de noviembre de 2022 y se expandió el 23 de noviembre por Universal Pictures. La película recibió elogios generalizados de la crítica por las actuaciones del elenco, la dirección de Spielberg, el guion, la cinematografía y la banda sonora de John Williams. Fue nombrada una de las diez mejores películas de 2022 por el National Board of Review y el American Film Institute.
La película recibió siete nominaciones en la 80.ª edición de los Globos de Oro, incluyendo Mejor película dramática y Mejor director para Spielberg, y 11 nominaciones en la 28.ª edición de los Premios de la Crítica Cinematográfica, incluyendo Mejor película.
La película recibió numerosos premios y nominaciones, incluyendo siete en la 95.ª edición de los Premios Óscar, entre ellos Mejor película, Mejor director, Mejor actriz (Williams) y Mejor actor de reparto (Hirsch), y cinco en la 80.ª edición de los Globos de Oro, ganando Mejor película dramática y Mejor director . También recibió 11 nominaciones en la 28.ª edición de los Premios de la Crítica Cinematográfica, incluyendo Mejor película, ganando Mejor intérprete joven por LaBelle, y dos nominaciones en la 29.ª edición de los Premios del Sindicato de Actores, Mejor reparto y Mejor actor de reparto (Dano).

## Sinopsis
En 1952, en Municipio de Haddon (Nueva Jersey) , la pareja judía Mitzi y Burt Fabelman lleva a su hijo pequeño Sammy a ver su primera película, The Greatest Show on Earth. Deslumbrado por una escena de tren, Sammy pide una maqueta para Janucá , que choca una noche. Mitzi le permite rodar otra escena de choque con la cámara de 8 mm de Burt . Sammy comienza a filmar con regularidad, a veces con la participación de sus hermanas. A Burt le ofrecen un nuevo trabajo en Phoenix , adonde se muda con su familia en 1957. Ante la insistencia de Mitzi, Bennie Loewy, el mejor amigo y socio de Burt, también va.
Años después, el adolescente Sammy hace películas con sus amigos de los Boy Scouts, comienza a usar efectos de postproducción y obtiene una insignia en fotografía. Más tarde, los Fabelman, incluyendo a Bennie, hacen un viaje de campamento con Sammy grabando imágenes de sus vacaciones. La madre de Mitzi muere más tarde, dejándola angustiada. Burt le da a Sammy equipo de edición y le pide que haga una película de las vacaciones para animar a Mitzi. Sammy se opone, pero Burt insiste, desestimando el cine como un mero pasatiempo. A la mañana siguiente, los Fabelman reciben la visita del tío de Mitzi, Boris, un ex domador de leones y trabajador de cine. Esa noche, habla con Sammy sobre comprometer a su familia con el arte, diciendo que ambos aspectos siempre estarán en conflicto. Boris se va, y Sammy comienza a editar las imágenes de las vacaciones, durante las cuales encuentra evidencia de que Mitzi y Bennie tienen una aventura. Sammy y Mitzi discuten después de semanas de que él los tratara a ella y a Bennie con dureza. En un ataque de ira, le da una bofetada en la espalda después de que él gritara que desearía que no fuera su madre. Angustiado, Sammy le muestra las imágenes recopiladas y promete guardar el secreto.
La semana siguiente, Burt recibe otro ascenso, lo que requiere otra mudanza a Saratoga. Bennie se queda en Phoenix, pero no sin antes darle a Sammy una cámara nueva. Sammy la rechaza hasta que Bennie le permite pagar 35 dólares por ella, pero la vuelve a meter en el bolsillo de Sammy cuando se despiden con un abrazo. A pesar de recibir la cámara, Sammy decide no usarla nunca. Después de llegar a su nuevo vecindario y escuela, Sammy se convierte en el objetivo de los estudiantes Logan y Chad, quienes lo someten a abusos antisemitas . Comienza a salir con Monica, una cristiana devota. Mientras cenan con los Fabelman, ella sugiere que Sammy filme su Ditch Day en la playa, algo que acepta después de que Monica menciona que su padre tiene una cámara Arriflex de 16 mm que le dejaría usar.
Mitzi y Burt anuncian su divorcio, alegando la depresión de ella y el descubrimiento de su infidelidad. En el baile de graduación, Sammy le declara su amor a Monica y le pide que lo acompañe a Hollywood después del instituto. Reacia a tirar por la borda los planes de su vida de asistir a la Universidad Texas A&M , rompe con él. La película Ditch Day de 1964 se proyecta delante de los compañeros de Sammy con una respuesta entusiasta. Glorifica a Logan y humilla a Chad. Sammy está angustiado porque Monica acaba de romper con él y desaparece por un pasillo de la escuela. Logan encuentra y se enfrenta a Sammy, confundido y emocionado por su retrato positivo. Chad los encuentra e intenta atacar a Sammy, pero Logan lo defiende. Logan amenaza a Sammy con que nunca le diga a nadie que se emocionó y le ofrece una calada a su cigarrillo. Sammy acepta guardar el secreto, pero bromea diciendo que podría hacer una película al respecto.
Al año siguiente, Sammy vive con su padre en Hollywood. Quiere dejar la universidad, pero no encuentra trabajo en el cine. Burt acepta a regañadientes la pasión de su hijo y le dice a Sammy que siga su camino si eso lo hace feliz. Sammy recibe una oferta para trabajar en Hogan's Heroes . Sabiendo que está más interesado en el cine, el cocreador del programa,Bernard Fein, invita a Sammy a conocer al director John Ford , una de sus mayores influencias. Durante su breve encuentro, Ford le ofrece a Sammy algunos consejos sobre encuadre, insistiendo en que nunca coloque el horizonte en el centro del encuadre. Con nuevas energías, Sammy camina por el estudio, mientras la toma se ajusta sola para coincidir con el consejo de Ford.

## Reparto
- Gabriel LaBelle como Sammy Fabelman, el hijo mayor de dieciocho años de la familia, que aspira a convertirse en cineasta.
  - Mateo Zoryan Francis-DeFord como el joven Sammy
- Michelle Williams como Mitzi Schildkraut-Fabelman, la madre de Sammy y una hábil pianista.
- Paul Dano como Burt Fabelman, el padre de Sammy e ingeniero informático.
- Seth Rogen como Bennie Loewy, el mejor amigo y compañero de trabajo de Burt, que se convierte en tío sustituto de Sammy.
- Keeley Karsten como Natalie Fabelman, la segunda hermana menor de Sammy.
  - Alina Brace como la joven Natalie
- Julia Butters como Regina "Reggie" Fabelman, la primera hermana menor de Sammy.
  - Birdie Borria como la joven Reggie
- Sophia Kopera como Lisa Fabelman, la tercera hermana menor de Sammy.
- Robin Bartlett como Tina Schildkraut, la abuela de Sammy por parte de la familia de Mitzi.
- Judd Hirsch como Boris Schildkraut, un tío anciano del lado de la familia de Mitzi.
- Jeannie Berlin como Haddash Fabelman, la abuela de Sammy por parte de la familia de Burt.
- Gabriel Bateman como Roger, miembro de la tropa Boy Scout de Sammy que lo ayuda a hacer películas.
- Nicolás Cantú como Hank, otro miembro de la tropa de Boy Scouts de Sammy que lo ayuda a hacer películas.
- Cooper Dodson como Turkey, otro miembro de la tropa de Boy Scouts de Sammy que lo ayuda a hacer películas.
- Gustavo Escobar como Sal,  otro miembro de la tropa de Boy Scouts de Sammy que lo ayuda a hacer películas.
- Oakes Fegley como Chad Thomas, el matón de Sammy.
- Sam Rechner como Logan Hall, otro matón de Sammy.
- Chloe East como Mónica Sherwood, compañera de clase e interés amoroso de Sammy.
- David Lynch como John Ford
- Kalama Epstein como Barry
- Jan Hoag como Nona
- Chandler Lovelle como Renee
- Stephen Matthew Smith como Angelo
- Greg Grunberg como Bernie Fein
- Brinly Marum como Janet Benedict

## Producción

### Desarrollo
En 1999, Steven Spielberg dijo que llevaba tiempo pensando en dirigir una película sobre su infancia. Titulado I'll Be Home, el proyecto fue escrito originalmente por su hermana Anne Spielberg. Explicó: "Mi gran temor es que a mi mamá y a mi papá no les guste y piensen que es un insulto y no compartan mi punto de vista amoroso pero crítico sobre cómo fue crecer con ellos". En 2002, Spielberg dijo que estaba nervioso por hacer I'll Be Home: "Es tan cercano a mi vida y tan cercano a mi familia; prefiero hacer películas que sean más análogas. Pero una historia literal sobre mi familia requerirá mucho valor. Sigo pensando que hago películas personales incluso si parecen grandes películas comerciales de palomitas de maíz".

### Escritura
En 2005, mientras trabajaba en Munich, Spielberg le contó al guionista Tony Kushner la historia de su vida, y Kushner le respondió: "Algún día tendrás que hacer una película sobre eso". El esquema de la trama de la película se trabajó en 2019 durante el rodaje de la versión cinematográfica de 2021 de Spielberg de West Side Story. El trabajo en el guion de The Fabelmans comenzó en octubre de 2020 durante los bloqueos provocados por la pandemia de COVID -19. Kushner reflexionó sobre la experiencia y dijo: "Escribimos tres días a la semana, cuatro horas al día, y terminamos el guion en dos meses: por ligas, lo más rápido que he terminado algo. Que era una maravilla. Me encantó".

### Preproducción
En marzo de 2021, se anunció que Spielberg dirigiría la película, y su participación como coguionista marcó su primera aventura como escritor en una película desde A.I. Inteligencia Artificial (2001). También se informó que Kristie Macosko Krieger produciría la película con Kushner y Spielberg. En marzo de 2022, el director de fotografía Janusz Kamiński dijo que la película narraría la vida de Spielberg desde los siete hasta los dieciocho años y trataría sobre "su familia, con sus padres, los acertijos con sus hermanas, pero principalmente trata sobre su pasión por hacer películas", y agregó que tocará los temas de "amor joven, divorcio de los padres y relaciones formativas tempranas... es una muy hermosa, hermosa película personal. Es muy revelador sobre la vida de Steven y quién es él como cineasta".

### Casting
Al hacer el casting de la película, Spielberg explicó que "una parte tenía que ser orgánica y tenía que ser auténtica para mí. Realmente no se trataba de nada más allá de con quién puedo tener la conexión más profunda y eso me recuerda a la mayoría de las personas que me trajeron al mundo y me criaron y me dieron buenos valores". En marzo de 2021, Michelle Williams estaba en negociaciones para interpretar a Mitzi Fabelman, el papel inspirado en la madre de Spielberg, Leah Adler, pero con "una voz original". El mismo Spielberg la tenía en mente para el papel después de ver su actuación en Blue Valentine (2010). Ese mismo mes, se informó que Seth Rogen se unió al elenco para interpretar a Bennie Loewy, el papel inspirado en "el tío favorito del joven Spielberg", mientras que se confirmó que Williams había sido elegido. El 8 de abril de 2021, Paul Dano se unió al elenco como Burt Fabelman, el papel inspirado en el padre de Spielberg, Arnold. Dano admitió que se sintió intimidado al interpretar el papel porque "había mucho en juego... estás encarnando a una de las figuras más importantes, influyentes y complicadas en la vida de Spielberg. Fue increíble ver cuánto de esto estuvo en su trabajo todo el tiempo. Está compartiendo una parte de sí mismo que encuentro muy conmovedora. Hay un verdadero regalo en ello, cuando alguien de esa estatura y con ese nivel de arte está dispuesto a hacer eso".
En mayo de 2021, después de una búsqueda de tres meses, Gabriel LaBelle inició las negociaciones finales para interpretar el papel principal, Sammy Fabelman, un joven aspirante a cineasta basado en el propio Spielberg. Se confirmaría el próximo mes además del casting de Julia Butters como Reggie Fabelman, el papel inspirado en la hermana de Spielberg, Anne. Más tarde ese junio, Sam Rechner también fue elegido. En julio, se agregaron al elenco Chloe East, Oakes Fegley, Isabelle Kusman, Jeannie Berlin, Judd Hirsch, Robin Bartlett y Jonathan Hadary. En agosto, fueron elegidos Gabriel Bateman, Nicolás Cantú, Gustavo Escobar, Lane Factor, Cooper Dodson y Stephen Matthew Smith. Más tarde les siguieron los recién llegados Keeley Karsten, Birdie Borria, Alina Brace, Sophia Kopera y Mateo Zoryna Francis-Deford. En febrero de 2022, se anunció que David Lynch también protagonizaría un papel no revelado.
En septiembre de 2022, durante el estreno mundial de la película, LaBelle reveló que inicialmente no ganó el papel de Sammy después de su primera audición, pero sí al recibir una devolución de llamada tres meses después. Al leer finalmente el guion y enterarse de los detalles acerca de que su personaje es una versión ficticia del propio Spielberg cuando era adolescente durante la mayor parte de la película, recordó: "Cuando estaba audicionando, el nombre del personaje era "Sammy adolescente", pensé en lugar de Sammy adulto"... Recibo el guion y lo estás leyendo durante 30 páginas y él tiene 6 y 8 años. En la página 35 aparece el adolescente Sammy. ¡Está bien! Ahora esta es mi parte. Será una película en tres actos, será como Moonlight o algo así. Seguí esperando mi salida, pero nunca llegó". El propio Spielberg reveló que el papel de Sammy fue el más difícil de elegir y dijo: "Cuando era niño, siempre tuve muchas razones por las que siempre estaba en la esquina, por las que no siempre era el centro de conversación... Necesitaba a alguien que no le diera demasiada autoconciencia a Sammy."

### Rodaje
La fotografía principal comenzó en medio de la pandemia de COVID-19 en Los Ángeles en julio de 2021.
Durante el rodaje, el elenco obtuvo acceso a películas caseras, fotografías y recuerdos del pasado de la familia de Spielberg para aprender cómo eran y cómo retratar las versiones ficticias de ellos (la familia Fabelman) en la pantalla, mientras los hacía sentir frescos y originales. Paul Dano reflexionó: "Fue abrumador y fue una especie de capa pesada de llevar porque estábamos con alguien que estaba teniendo una gran experiencia todos los días, revisando y reelaborando una parte de su vida. Para alguien como Steven compartir tanto de sí mismo con nosotros, también con la audiencia, fue realmente una experiencia profunda".
Para las escenas de Sammy filmando sus propias películas de 8 mm, Spielberg decidió que el personaje recreara exactamente las que hizo durante su infancia y trabajó con Kamiński para asegurarse de que fueran retratadas con la mayor precisión posible, pero con mejoras en los ángulos de la cámara. Spielberg comentó: "Fue un placer poder recrear esas películas. Rodé muchas películas cuando era niño en 8 mm. Era único en esos días. No mucha gente salía y filmaba en 8 mm. Era físico; era un oficio. Tenías que sentarte allí con un... empalmador, y luego tenías que raspar la emulsión de la película para obtener un sello, de modo que cuando le pusiste pegamento, literalmente pegaste la película. Y debo decir que lo extraño".
Gabriel LaBelle desconocía el casting de David Lynch hasta el día en que se rodó la escena que tenía que ver con él. Recordó que una vez que Lynch llegó al set, le permitió encarnar a Sammy y cómo se sentía, recordando que "Lynch es un gran tipo. Pero antes de eso, Sammy está nervioso, así que me estoy poniendo nervioso".

### Música
La partitura musical fue compuesta por John Williams, marcando su colaboración cinematográfica número 29 con Spielberg. El 23 de junio de 2022, Williams reveló que esta y la quinta película de Indiana Jones pueden ser las dos últimas películas que pondrá música antes de retirarse.

## Estreno
The Fabelmans tuvo una vista previa el 26 de julio de 2022 en Nanuet, Nueva York. Tuvo su estreno mundial en el Princess of Wales Theatre durante el Festival Internacional de Cine de Toronto el 10 de septiembre de 2022, donde recibió dos ovaciones de pie del público, una antes de la película cuando Spielberg subió al escenario para presentarla, y otra ovación más larga antes de la sesión de preguntas y respuestas posterior a la película. También se informó que la multitud cantó en voz alta el nombre de Spielberg mientras esperaban afuera para entrar al teatro durante las llegadas de la alfombra roja. Sobre el anuncio del estreno, el CEO de TIFF, Cameron Bailey, comentó: "Es diferente de un éxito de taquilla típico de Spielberg, pero tiene el mismo impacto en términos del efecto emocional que tendrá en las personas. Si te encantan las películas, esta será una película muy poderosa para que la veas. Estoy emocionado de que se lance en un entorno que celebra el cine". Al ganar el premio People's Choice Award del festival, Spielberg comentó: "¡Me alegro de haber traído esta película a Toronto! Esta es la película más personal que he hecho, y la cálida recepción de todos en Toronto hizo que mi primera visita a TIFF fuera tan íntima y personal para mí y toda mi familia Fabelman... un agradecimiento muy especial a todos los fanáticos del cine, en Toronto que han hecho de este pasado fin de semana uno que nunca olvidaré". Por su actuación, Gabriel LaBelle también fue nombrado Estrella en ascenso del TIFF de 2022.
Tuvo su estreno en los Estados Unidos en el Grauman's Chinese Theatre en Los Ángeles el 7 de noviembre de 2022, como la película de la noche de clausura del AFI Fest 2022.
Universal Pictures la estrenó en cines selectos de Los Ángeles y la ciudad de Nueva York el 11 de noviembre de 2022, con un estreno nacional el 23 de noviembre en los Estados Unidos. Es la primera película de Spielberg distribuida por Universal desde Múnich (2005). Entertainment One se encarga de la distribución en el Reino Unido, mientras que Nordisk Film estrenó la película en territorios internacionales selectos.

### Marketing
El póster para promocionar el estreno mundial de la película en TIFF se lanzó el 7 de septiembre de 2022, y la versión oficial de estreno en cines se lanzó el 29 de septiembre de 2022. El avance se estrenó en línea el 11 de septiembre de 2022. La música del tráiler fue compuesta por Felix Erskine de Cavalry Music.

## Recepción

### Respuesta crítica
Chris Evangelista de /Film la llamó "una de las películas más cálidas y divertidas de Spielberg" y destacó la cinematografía de Kamiński, diciendo que la toma de Sammy usando "sus manos como una pantalla improvisada, apuntando el proyector hacia sus palmas abiertas" fue uno de lo mejor de la película. Steve Pond de TheWrap escribió: "La película muestra un toque ligero que no resta valor a las profundidades muy reales que se están explorando. Que The Fabelmans es una de las películas más personales de Steven Spielberg nunca estuvo en duda; que también sea uno de sus trabajos más originales y satisfactorios en años es un bono de bienvenida". Pete Hammond de Deadline Hollywood elogió las actuaciones de Williams, Dano, LaBelle y Butters, calificando al primero de "desgarradoramente genial", y dijo que Dano fue "fantástico como el padre genuinamente agradable y amoroso que se debate entre seguir su propia carrera y cuidar a sus hijos, su esposa y su familia en circunstancias cada vez más difíciles". Describió la actuación de LaBelle como "sensacional en todo momento, un joven enamorado de las películas, pero torturado por los dolores del crecimiento y una familia que se separa". Incluso calificó el cameo de David Lynch como el momento de la película que "solo valió el precio de la entrada".
Ross Bonaime de Collider escribió: "Durante décadas, Spielberg nos ha mostrado a nosotros mismos a través de la magia de sus películas, y con The Fabelmans, finalmente nos muestra quién es él, lo bueno y lo malo, el dolor y las alegrías, la magia y el violencia." Peter Debruge, de Variety, lo nombró favorito para el Premio de la Academia a la Mejor Película, mientras escribía "...este relato entrañable y ampliamente atractivo de cómo Spielberg quedó prendado del medio, y por qué el prodigio casi abandonó la creación de imágenes incluso antes de su carrera". comenzó, contiene las claves de gran parte de la filmografía del maestro. Más similar a la autobiográfica Días de radio de Woody Allen que a películas de arte europeas como Los 400 golpes y Amarcord (los modelos más intelectuales que otros directores suelen señalar cuando recrean su infancia),The Fabelmans invita al público al hogar y al espacio mental del director vivo más querido del mundo, una zona extrañamente higienizada donde incluso el trauma, que incluye el antisemitismo, la desventaja financiera y el divorcio, parece ir mejor con palomitas de maíz recién untadas con mantequilla.
David Ehrlich de IndieWire se mezcló con la película y le dio una B+, escribiendo que Spielberg "puede que no haya podido arreglar el matrimonio de sus padres, pero durante más de medio siglo sus películas han estado reconciliando a la familia que Arthur y Leah Spielberg hicieron posible. 'The Fabelmans' no hace eso tan bien como el mejor trabajo del director, pero dramatiza su proceso de hacer las paces con sus sueños tan bellamente que casi no importa. Para mí, esto está muy lejos de ser una obra magna. Para Spielberg, se siente como el mejor espectáculo de la Tierra". Brian Tallerico de RogerEbert.com elogió el guion y lo calificó como "una joya elegante, que se mueve a través de diferentes capítulos de la vida de esta familia relativamente promedio que simplemente produciría un cineasta fuera del promedio". Benjamin Lee de The Guardian se mezcló y dijo que "Sin embargo, aún queda una eliminación, Spielberg nos brinda una versión de sí mismo y su familia un poco demasiado dirigida por el escenario, falta algo de cartílago en los momentos más oscuros". Tomris Laffly de The Playlist escribió: "Es la película más personal de Spielberg, una que revive magníficamente los recuerdos de su infancia y juventud con una lujosa sensación de melancolía y un toque de fábula acertadamente hollywoodiense".

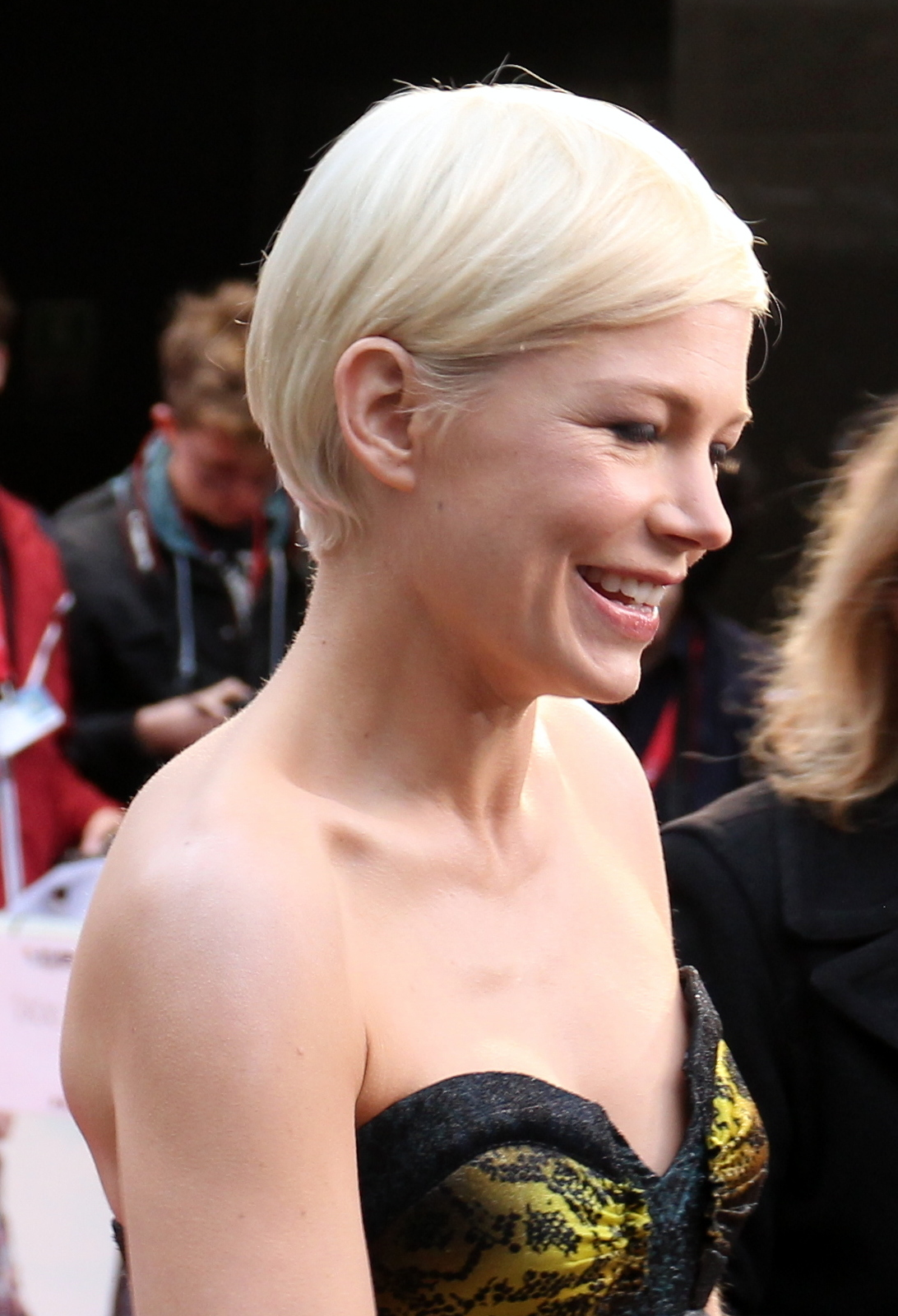
Michelle Williams recibió elogios de la crítica por su interpretación de Mitzi Fabelman, la madre de Sammy.

John DeFore de The Hollywood Reporter lo llamó "una captura vívida de los primeros destellos de perspicacia cinematográfica del autor y un retrato, lleno de amor pero sin nostalgia, de la familia que lo hizo". Justin Chang de Los Angeles Times lo llamó "Un trabajo excepcionalmente confesional, en el que un gran artista reconoce libre y felizmente la manipulación inherente a la forma de arte que nació para dominar." Leah Greenblatt de Entertainment Weekly escribió que "si todo se siente un poco desinfectado e idealizado, también es consistentemente encantador, y después de 75 años y 34 películas, ¿quién más que Spielberg se ha ganado el derecho de volver a visitar sus recuerdos de polvo de estrellas?" Richard Lawson de Vanity Fair escribió que "No todas las memorias son generosas. Puede ser intrigantemente solipsista o enloquecedoramente vanidoso. Pero debido a que siempre ha habido un vacío curioso en la personalidad pública de Spielberg, alegre y comprometido, pero nunca del todo conocido, The Fabelmans se siente como un regalo". David Fear de Rolling Stone escribió que "si la película se adhiere a los ritmos característicos de Steven Spielberg y presenta tantos Spielbergismos reconocibles, ocasionalmente en su detrimento, sigue siendo una de las cosas más impresionantes, esclarecedoras y vitales que jamás haya hecho".
Anna Swanson de Film School Rejects elogió la película y dijo: "Al dejar al descubierto las indiscreciones y las frustraciones, Spielberg aparentemente está ventilando la ropa sucia y luego la trata con la empatía que solo puede provenir de una perspectiva adulta sobre los recuerdos de la infancia. Tal como se representan en la película, Burt y Mitzi son mucho más matizados y complicados de lo que cualquier niño cree que sus padres son cuando son jóvenes. Es un gesto maduro y conmovedor que finalmente halaga a todos los involucrados". Kyle Buchanan de The New York Times elogió la actuación de Michelle Williams y escribió que ella "realmente lo hace, atacando esta parte como alguien que sabe que le han entregado su papel característico". Allison Willmore de Vulture escribió que "Spielberg, un cineasta increíblemente preciso, nunca parece estar seguro de cómo debería ser una película sobre su vida, o sobre la de un representante ligeramente descomunal, y esa incertidumbre es en realidad la cualidad más cálida y vulnerable. Los Fabelman lo han hecho". Johnny Oleksinski, del New York Post, elogió la película y la calificó de "apasionante, visualmente hipnótica, cuenta con un guión excepcional y fundamentado de Tony Kushner y está interpretada al máximo. Una Michelle Williams sin restricciones se dispara al frente de la carrera de los Oscar con una actuación inolvidable".

### Reconocimientos
| Premio                                              | Fecha de la ceremonia    | Categoría                                       | Destinatarios                                                                             | Resultado | Ref.   |
| --------------------------------------------------- | ------------------------ | ----------------------------------------------- | ----------------------------------------------------------------------------------------- | --------- | ------ |
| Premios AACTA                                       | 24 de febrero de 2023    | Mejor director                                  | Steven Spielberg                                                                          | Pendiente | [ 56 ] |
| Premios AACTA                                       | 24 de febrero de 2023    | Mejor actriz                                    | Michelle Williams                                                                         | Pendiente | [ 56 ] |
| AARP Movies for Grownups Awards                     | 28 de enero de 2023      | Mejor película para personas mayores            | The Fabelmans                                                                             | Nominada  | [ 57 ] |
| AARP Movies for Grownups Awards                     | 28 de enero de 2023      | Mejor director                                  | Steven Spielberg                                                                          | Nominado  | [ 57 ] |
| AARP Movies for Grownups Awards                     | 28 de enero de 2023      | Mejor actor de reparto                          | Judd Hirsch                                                                               | Ganador   | [ 57 ] |
| AARP Movies for Grownups Awards                     | 28 de enero de 2023      | Mejor guionista                                 | Steven Spielberg y Tony Kushner                                                           | Nominados | [ 57 ] |
| AARP Movies for Grownups Awards                     | 28 de enero de 2023      | Mejor película intergeneracional                | The Fabelmans                                                                             | Nominada  | [ 57 ] |
| AARP Movies for Grownups Awards                     | 28 de enero de 2023      | Mejor cápsula del tiempo                        | The Fabelmans                                                                             | Nominada  | [ 57 ] |
| Premios Óscar                                       | 12 de marzo de 2023      | Mejor película                                  | Kristie Macosko Krieger, Steven Spielberg y Tony Kushner                                  | Nominados | [ 58 ] |
| Premios Óscar                                       | 12 de marzo de 2023      | Mejor director                                  | Steven Spielberg                                                                          | Nominado  | [ 58 ] |
| Premios Óscar                                       | 12 de marzo de 2023      | Mejor actriz                                    | Michelle Williams                                                                         | Nominada  | [ 58 ] |
| Premios Óscar                                       | 12 de marzo de 2023      | Mejor actor de reparto                          | Judd Hirsch                                                                               | Nominado  | [ 58 ] |
| Premios Óscar                                       | 12 de marzo de 2023      | Mejor guion original                            | Steven Spielberg y Tony Kushner                                                           | Nominados | [ 58 ] |
| Premios Óscar                                       | 12 de marzo de 2023      | Mejor banda sonora original                     | John Williams                                                                             | Nominado  | [ 58 ] |
| Premios Óscar                                       | 12 de marzo de 2023      | Mejor diseño de producción                      | Rick Carter y Karen O'Hara                                                                | Nominados | [ 58 ] |
| Alianza de Mujeres Periodistas de Cine              | 5 de enero de 2023       | Mejor película                                  | The Fabelmans                                                                             | Nominada  | [ 59 ] |
| Alianza de Mujeres Periodistas de Cine              | 5 de enero de 2023       | Mejor director                                  | Steven Spielberg                                                                          | Nominado  | [ 59 ] |
| Alianza de Mujeres Periodistas de Cine              | 5 de enero de 2023       | Mejor guion original                            | Steven Spielberg y Tony Kushner                                                           | Nominados | [ 59 ] |
| Alianza de Mujeres Periodistas de Cine              | 5 de enero de 2023       | Mejor fotografía                                | Janusz Kamiński                                                                           | Nominado  | [ 59 ] |
| American Film Institute Awards                      | 9 de diciembre de 2022   | Top 10 Películas de Año                         | The Fabelmans                                                                             | Nominada  | [ 60 ] |
| California On Location Awards                       | 21 de noviembre de 2022  | Location Team of the Year - Studio Feature Film | The Fabelmans                                                                             | Nominada  | [ 61 ] |
| Asociación de Críticos de Cine de Chicago           | 14 de diciembre de 2022  | Mejor actriz de reparto                         | Michelle Williams                                                                         | Nominada  | [ 62 ] |
| Asociación de Críticos de Cine de Chicago           | 14 de diciembre de 2022  | Mejor guion original                            | Steven Spielberg y Tony Kushner                                                           | Nominados | [ 62 ] |
| Premios de la Crítica Cinematográfica               | 15 de enero de 2023      | Mejor película                                  | The Fabelmans                                                                             | Nominada  | [ 63 ] |
| Premios de la Crítica Cinematográfica               | 15 de enero de 2023      | Mejor director                                  | Steven Spielberg                                                                          | Nominado  | [ 63 ] |
| Premios de la Crítica Cinematográfica               | 15 de enero de 2023      | Mejor actriz                                    | Michelle Williams                                                                         | Nominada  | [ 63 ] |
| Premios de la Crítica Cinematográfica               | 15 de enero de 2023      | Mejor actor de reparto                          | Paul Dano                                                                                 | Nominado  | [ 63 ] |
| Premios de la Crítica Cinematográfica               | 15 de enero de 2023      | Mejor actor de reparto                          | Judd Hirsch                                                                               | Nominado  | [ 63 ] |
| Premios de la Crítica Cinematográfica               | 15 de enero de 2023      | Mejor intérprete joven                          | Gabriel LaBelle                                                                           | Ganadora  | [ 63 ] |
| Premios de la Crítica Cinematográfica               | 15 de enero de 2023      | Mejor reparto                                   | Reparto de The Fabelmans                                                                  | Nominados | [ 63 ] |
| Premios de la Crítica Cinematográfica               | 15 de enero de 2023      | Mejor guion                                     | Steven Spielberg y Tony Kushner                                                           | Nominados | [ 63 ] |
| Premios de la Crítica Cinematográfica               | 15 de enero de 2023      | Mejor fotografía                                | Janusz Kamiński                                                                           | Nominado  | [ 63 ] |
| Premios de la Crítica Cinematográfica               | 15 de enero de 2023      | Mejor diseño de producción                      | Rick Carter y Karen O'Hara                                                                | Nominados | [ 63 ] |
| Premios de la Crítica Cinematográfica               | 15 de enero de 2023      | Mejor compositor de banda sonora                | John Williams                                                                             | Nominado  | [ 63 ] |
| Asociación de Críticos de Cine de Dallas-Fort Worth | 19 de diciembre de 2022  | Mejor película                                  | The Fabelmans                                                                             | Nominada  | [ 64 ] |
| Asociación de Críticos de Cine de Dallas-Fort Worth | 19 de diciembre de 2022  | Mejor actriz                                    | Michelle Williams                                                                         | Nominada  | [ 64 ] |
| Asociación de Críticos de Cine de Dallas-Fort Worth | 19 de diciembre de 2022  | Mejor actor de reparto                          | Paul Dano                                                                                 | Nominado  | [ 64 ] |
| Asociación de Críticos de Cine de Dallas-Fort Worth | 19 de diciembre de 2022  | Mejor director                                  | Steven Spielberg                                                                          | Nominado  | [ 64 ] |
| Asociación de Críticos de Cine de Dallas-Fort Worth | 19 de diciembre de 2022  | Mejor banda sonora                              | John Williams                                                                             | Nominado  | [ 64 ] |
| Florida Film Critics Circle                         | 22 de diciembre de 2022  | Mejor película                                  | The Fabelmans                                                                             | Nominados | [ 65 ] |
| Florida Film Critics Circle                         | 22 de diciembre de 2022  | Mejor director                                  | Steven Spielberg                                                                          | Nominado  | [ 65 ] |
| Florida Film Critics Circle                         | 22 de diciembre de 2022  | Mejor actriz                                    | Michelle Williams                                                                         | Nominada  | [ 65 ] |
| Florida Film Critics Circle                         | 22 de diciembre de 2022  | Mejor actor de reparto                          | Paul Dano                                                                                 | Nominado  | [ 65 ] |
| Florida Film Critics Circle                         | 22 de diciembre de 2022  | Mejor reparto                                   | Reparto de The Fabelmans                                                                  | Nominados | [ 65 ] |
| Florida Film Critics Circle                         | 22 de diciembre de 2022  | Mejor guion original                            | Steven Spielberg y Tony Kushner                                                           | Nominados | [ 65 ] |
| Florida Film Critics Circle                         | 22 de diciembre de 2022  | Mejor fotografía                                | Janusz Kamiński                                                                           | Nominado  | [ 65 ] |
| Florida Film Critics Circle                         | 22 de diciembre de 2022  | Mejor banda sonora                              | John Williams                                                                             | Nominado  | [ 65 ] |
| Premios Globo de Oro                                | 10 de enero de 2023      | Mejor película dramática                        | The Fabelmans                                                                             | Ganadora  | [ 66 ] |
| Premios Globo de Oro                                | 10 de enero de 2023      | Mejor director                                  | Steven Spielberg                                                                          | Ganador   | [ 66 ] |
| Premios Globo de Oro                                | 10 de enero de 2023      | Mejor actriz - Drama                            | Michelle Williams                                                                         | Nominada  | [ 66 ] |
| Premios Globo de Oro                                | 10 de enero de 2023      | Mejor guion                                     | Steven Spielberg y Tony Kushner                                                           | Nominados | [ 66 ] |
| Premios Globo de Oro                                | 10 de enero de 2023      | Mejor banda sonora                              | John Williams                                                                             | Nominado  | [ 66 ] |
| Asociación de Críticos de Hollywood                 | 24 de febrero de 2023    | Mejor película                                  | The Fabelmans                                                                             | Pendiente | [ 67 ] |
| Asociación de Críticos de Hollywood                 | 24 de febrero de 2023    | Mejor director                                  | Steven Spielberg                                                                          | Pendiente | [ 67 ] |
| Asociación de Críticos de Hollywood                 | 24 de febrero de 2023    | Mejor actriz                                    | Michelle Williams                                                                         | Pendiente | [ 67 ] |
| Asociación de Críticos de Hollywood                 | 24 de febrero de 2023    | Mejor guion original                            | Steven Spielberg y Tony Kushner                                                           | Pendiente | [ 67 ] |
| Hollywood Critics Association Creative Arts Awards  | 17 de febrero de 2023    | Mejor fotografía                                | Janusz Kamiński                                                                           | Pendiente | [ 68 ] |
| London Film Critics' Circle                         | 5 de febrero de 2023     | Mejor película de drama                         | The Fabelmans                                                                             | Nominada  | [ 69 ] |
| London Film Critics' Circle                         | 5 de febrero de 2023     | Mejor guion del año                             | Steven Spielberg y Tony Kushner                                                           | Nominados | [ 69 ] |
| Festival Internacional de Cine de Miami             | 3 de noviembre de 2022   | Premio Precious Gem                             | Paul Dano                                                                                 | Ganador   | [ 70 ] |
| National Board of Review                            | 8 de diciembre de 2022   | Top 10 Películas más Destacadas                 | The Fabelmans                                                                             | Ganadora  | [ 71 ] |
| National Board of Review                            | 8 de diciembre de 2022   | Mejor director                                  | Steven Spielberg                                                                          | Ganador   | [ 71 ] |
| National Board of Review                            | 8 de diciembre de 2022   | Interpretación revelación                       | Gabriel LaBelle                                                                           | Ganador   | [ 71 ] |
| Críticos de Cine de Nueva York en Línea             | 11 de diciembre de 2022  | Top 10 Películas del 2022                       | The Fabelmans                                                                             | Ganadora  | [ 72 ] |
| Festival Internacional de Cine de Palm Springs      | 5 de enero de 2023       | Premio Chairman's Vanguard                      | Steven Spielberg, Michelle Williams, Paul Dano, Seth Rogen, Gabriel LaBelle y Judd Hirsch | Ganadores | [ 73 ] |
| Premios Satellite                                   | 11 de febrero de 2023    | Mejor película dramática                        | The Fabelmans                                                                             | Pendiente | [ 74 ] |
| Premios Satellite                                   | 11 de febrero de 2023    | Mejor director                                  | Steven Spielberg                                                                          | Pendiente | [ 74 ] |
| Premios Satellite                                   | 11 de febrero de 2023    | Mejor actor - Drama                             | Gabriel LaBelle                                                                           | Pendiente | [ 74 ] |
| Premios Satellite                                   | 11 de febrero de 2023    | Mejor actriz dramática                          | Michelle Williams                                                                         | Pendiente | [ 74 ] |
| Premios Satellite                                   | 11 de febrero de 2023    | Mejor actor de reparto - drama                  | Paul Dano                                                                                 | Pendiente | [ 74 ] |
| Premios Satellite                                   | 11 de febrero de 2023    | Mejor guion original                            | Steven Spielberg y Tony Kushner                                                           | Pendiente | [ 74 ] |
| Premios Satellite                                   | 11 de febrero de 2023    | Mejor edición                                   | Sarah Broshar y Michael Kahn                                                              | Pendiente | [ 74 ] |
| Premios Satellite                                   | 11 de febrero de 2023    | Mejor dirección de arte y diseño de producción  | Rick Carter                                                                               | Pendiente | [ 74 ] |
| Premios Satellite                                   | 11 de febrero de 2023    | Mejor banda sonora                              | John Williams                                                                             | Pendiente | [ 74 ] |
| Asociación de Críticos de Cine de San Luis          | 18 de diciembre de 2022  | Mejor director                                  | Steven Spielberg                                                                          | Nominado  | [ 75 ] |
| Asociación de Críticos de Cine de San Luis          | 18 de diciembre de 2022  | Mejor actriz                                    | Michelle Williams                                                                         | Nominada  | [ 75 ] |
| Asociación de Críticos de Cine de San Luis          | 18 de diciembre de 2022  | Mejor actor de reparto                          | Judd Hirsch                                                                               | Nominado  | [ 75 ] |
| Asociación de Críticos de Cine de San Luis          | 18 de diciembre de 2022  | Best Ensemble                                   | Reparto de The Fabelmans                                                                  | Nominados | [ 75 ] |
| Asociación de Críticos de Cine de San Luis          | 18 de diciembre de 2022  | Mejor guion original                            | Steven Spielberg y Tony Kushner                                                           | Nominados | [ 75 ] |
| Asociación de Críticos de Cine de San Luis          | 18 de diciembre de 2022  | Mejor diseño de vestuario                       | Mark Bridges                                                                              | Nominado  | [ 75 ] |
| Asociación de Críticos de Cine de San Luis          | 18 de diciembre de 2022  | Mejor banda sonora                              | John Williams                                                                             | Nominado  | [ 75 ] |
| Asociación de Críticos de Cine de San Luis          | 18 de diciembre de 2022  | Mejor escena                                    | Sam Fabelman conoce a uno de sus ídolos                                                   | Ganadora  | [ 75 ] |
| Festival Internacional de Cine de Toronto           | 18 de septiembre de 2022 | Premio People's Choice                          | The Fabelmans                                                                             | Ganadora  | [ 76 ] |
| Washington D. C. Area Film Critics Association      | 12 de diciembre de 2022  | Mejor película                                  | The Fabelmans                                                                             | Nominado  | [ 77 ] |
| Washington D. C. Area Film Critics Association      | 12 de diciembre de 2022  | Mejor director                                  | Steven Spielberg                                                                          | Nominado  | [ 77 ] |
| Washington D. C. Area Film Critics Association      | 12 de diciembre de 2022  | Mejor actriz                                    | Michelle Williams                                                                         | Nominada  | [ 77 ] |
| Washington D. C. Area Film Critics Association      | 12 de diciembre de 2022  | Mejor actor de reparto                          | Paul Dano                                                                                 | Nominado  | [ 77 ] |
| Washington D. C. Area Film Critics Association      | 12 de diciembre de 2022  | Mejor fotografía                                | Janusz Kaminski                                                                           | Nominado  | [ 77 ] |
| Washington D. C. Area Film Critics Association      | 12 de diciembre de 2022  | Mejor edición                                   | Sarah Broshar y Michael Kahn                                                              | Nominados | [ 77 ] |
| Washington D. C. Area Film Critics Association      | 12 de diciembre de 2022  | Mejor banda sonora                              | John Williams                                                                             | Nominado  | [ 77 ] |
| Washington D. C. Area Film Critics Association      | 12 de diciembre de 2022  | Mejor diseño de producción                      | Rick Carter y Karen O'Hara                                                                | Nominados | [ 77 ] |
| Washington D. C. Area Film Critics Association      | 12 de diciembre de 2022  | Mejor reparto                                   | Reparto de The Fabelmans                                                                  | Nominados | [ 77 ] |
| Washington D. C. Area Film Critics Association      | 12 de diciembre de 2022  | Mejor interpretación juvenil                    | Gabriel LaBelle                                                                           | Ganador   | [ 77 ] |